# In Like Flint
In Like Flint es una película estadounidense de 1967, dirigida por Gordon Douglas y protagonizada por James Coburn y Lee J. Cobb.
Es la segunda película de la serie Flint, que se inició con Our Man Flint.
Galardonada con el premio Laurel de Oro 1967: a la mejor prestación cinematográfica de acción (James Coburn).

## Argumento
La organización femenina Fabulous Face monitorea desde una isla cercana, los últimos lanzamientos espaciales de Estados Unidos. Mientras Lloyd Cramdem (Lee J. Cobb), jefe de Z.O.W.I.E. (Zonal Organization for World Intelligence and Espionage), juega al golf con el presidente de los Estados Unidos, Trent (Andrew Duggan) algo extraño sucede, el tiempo ha quedado congelado unos minutos y Cramdem no recuerda lo sucedido.
Intrigado, acude a Derek Flint (James Coburn), exagente secreto de su organización que se encuentra en retiro, para que investigue el asunto sin saber que el presidente ha sido reemplazado por un sosías, y que todo forma parte del plan de Fabulous Face para apoderarse de un cohete espacial, lanzar una amenaza al mundo entero desde el espacio, y crear un gobierno mundial regido por mujeres.

## Reparto
- James Coburn - Derek Flint
- Lee J. Cobb - Lloyd Cramden
- Jean Hale -  Lisa
- Andrew Duggan – Presidente de los Estados Unidos Trent
- Anna Lee - Elisabeth
- Hanna Landy - Helena
- Totty Ames – Simone
- Steve Ihnat - General Carter
- Thomas Hasson – Teniente Avery
- Herb Edelman - Premier de la URSS
- Yvonne Craig - Natasha
- Jennifer Gan - Amazona

## Comentarios
- El cartel de In Like Flint es obra de Bob Peak, y es una pieza clásica de cartel publicitario.

- In Like Flint fue la última película rodada en CinemaScope.